# Jeru the Damaja
Jeru The Damaja, właściwie Kendrick Jeru Davis (ur. 14 lutego 1972 na Brooklynie w Nowym Jorku) – amerykański raper.
Współpracował z Guru i DJ Premierem z Gang Starr, których znał od czasów szkoły średniej. Swój styl zaprezentował w utworze I'm the Man z albumu Gang Starr z 1992 – Daily Operation. W następnym roku wydał swój pierwszy singel Come Clean, wyprodukowany przez DJ Premiera, który szybko stał się undergroundowym hitem. Jego pierwszy album The Sun Rises in the East wydany w 1994, również był wyprodukowany przez DJ Premiera jest zaliczany do klasyki rapu. Kolejna płyta Jeru Wrath of the Math z DJ Premierem stała się hitem roku 1996 i kolejnym ponadczasowym klasykiem. Teksty Jeru są ostre i dosadne, mówią o życiowej filozofii i niezmiennych prawdach. Heroz4hire – płyta nagrana z Mizmavel wyszła w 1999 i została bardziej krytycznie odebrana. Kolejny album Divine Design wydał w 2003 r. bez pomocy DJ Premiera. Najnowszy album ukazał się w 2007 r., Still Rising.
W 2011 roku wystąpił gościnnie na płycie pt. Reedukacja polskiej grupy Slums Attack, w utworze pt. "Oddałbym". W roku 2014 ponownie udzielił się na polskiej płycie, tym razem na solowej rapera Pei, którą wyprodukował duet producencki White House. Wystąpił gościnnie w utworze pt. "Full Time Job".

## Dyskografia
- The Sun Rises in the East (1994)
- Wrath of the Math (1996)
- Heroz4Hire (1999)
- Divine Design (2003)
- Still Rising (2007)
- The Hammer (2014)